# Wesam al-Sous
Wesam al-Sous (in arabo سام الصوص‎?; Amman, 24 febbraio 1983) è un allenatore di pallacanestro ed ex cestista giordano.

## Carriera
Con la Giordania ha disputato i Campionati mondiali del 2010 e sei edizioni dei Campionati asiatici (2005, 2007, 2009, 2011, 2013, 2015).
Da allenatore ha guidato la Giordania ai Campionati asiatici del 2022.